# Acido stearico

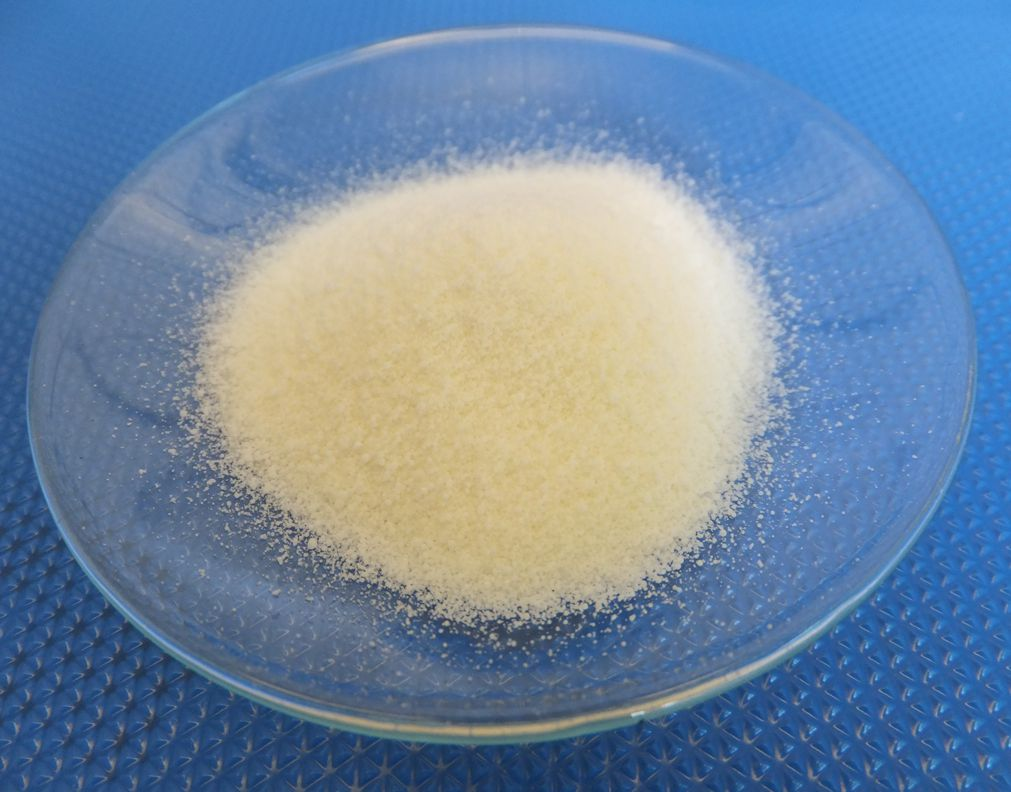
Acido stearico

L'acido stearico è un acido carbossilico (facente parte della famiglia degli acidi grassi saturi) con formula C18H36O2.
A temperatura ambiente (25 °C) si presenta come un solido, temperatura di fusione 68.8 °C, temperatura di ebollizione 350 °C. Da solido mostra scaglie bianche più o meno grandi e ha un odore rancido. Insolubile in acqua, poco solubile in alcol, solubile in acetone ed etere.
Insieme all'acido palmitico forma la stearina utilizzata per la produzione di candele e sapone.
Se condensato con un glicerolo si ottiene la molecola della tristearina (non polare), il principale componente dei grassi biologici.
Viene ampiamente utilizzato come eccipiente in molte preparazioni farmaceutiche.
La percentuale di assorbimento intestinale (digeribilità) varia molto a seconda della forma: 20% per acido stearico libero, 30% per il trigliceride (tristearina), 72% per il monostearato (monogliceride dell'acido stearico).